# Revolução Antiburocrática
A Revolução Antiburocrática foi uma campanha de protestos ocorrida entre 1986 e 1989 na antiga Iugoslávia por partidários do líder sérvio Slobodan Milošević. Os protestos, denominados "Comícios da Verdade", derrubaram os governos das províncias autônomas sérvias de Voivodina e de Kosovo, assim como o governo da República Socialista de Montenegro, e os substituiu por aliados de Milošević.
O auge desses eventos foi a comemoração dos 600 anos da tradicional Batalha de Kosovo em 28 de junho de 1989. (Ver: Discurso de Gazimestan)
A revolução antiburocrática marcou o fim da autonomia das províncias de Voivodina e Kosovo. As duas províncias autônomas ficariam sob administração central sérvia e autoridades do governo foram depostas e substituídas dirigentes partidários de Slobodan Milošević. O estatuto de autonomia foi retirado e a língua sérvia foi reintroduzida como língua oficial.
Como resultado do novo estatuto veio na primavera de 1989 as grandes manifestações pela autonomia do Kosovo que foram asperamente reprimidas e a região colocada sob estado de emergência.
O nome é derivado da revolta contrária às estruturas de governo proclamadas burocráticas e corruptas, mas a campanha foi amplamente considerada como orquestrada por Milošević, em uma tentativa de reforçar o seu poder através do populismo e da expansão de sua influência centralizadora.
Os eventos foram condenados pelos governos comunistas das repúblicas iugoslavas ocidentais (especialmente pela República Socialista da Eslovênia e a República Socialista da Croácia), que resistiram com sucesso às tentativas de expansão da "revolução" em seus territórios, e se voltaram contra Milošević. O antagonismo crescente acabou resultando na dissolução da Liga dos Comunistas da Iugoslávia em 1990, e, posteriormente, na dissolução da Iugoslávia.